# 唐橋前駅
唐橋前駅（からはしまええき）は、滋賀県大津市鳥居川町にある、京阪電気鉄道石山坂本線の停留場。駅番号はOT02。

## 歴史
- 1914年（大正3年）
  - 1月17日：大津電車軌道の石山駅前（現・京阪石山） - 唐橋前間開通と同時に開業。
  - 2月15日：当駅から螢谷駅（後に石山寺駅に統合）まで路線延伸。途中駅となる。
- 1927年（昭和2年）1月21日：会社合併により琵琶湖鉄道汽船の停留場となる。
- 1929年（昭和4年）4月11日：会社合併により京阪電気鉄道石山坂本線の停留場となる。
- 1937年（昭和12年）3月1日：蛍谷起点738 m地点に移転。
- 1943年（昭和18年）10月1日：会社合併により京阪神急行電鉄（現・阪急電鉄）の停留場となる。
- 1945年（昭和20年）
  - 5月15日：休止。
  - 8月5日：営業再開。
- 1949年（昭和24年）12月1日：会社分離により、再度京阪電気鉄道の停留場となる。
- 1966年（昭和41年）12月15日：上りホーム改築工事が竣工する。

## 停留場構造
相対式ホーム2面2線を持つ地上駅であり、無人駅となっている。
駅舎（改札口）は坂本方面行ホームの浜大津寄りにあり、反対側の石山寺行きホームへは構内踏切で連絡している。改札口には窓口・ICカードリーダーがあるが、自動改札機は設置されていない。

### のりば
| ホーム | 路線        | 方向 | 行先                           |
| ------ | ----------- | ---- | ------------------------------ |
| 駅舎側 | ▼石山坂本線 | 下り | びわ湖浜大津・坂本比叡山口方面 |
| 反対側 | ▼石山坂本線 | 上り | 石山寺方面                     |

- ホーム有効長は2両。のりば番号は設定されていない。

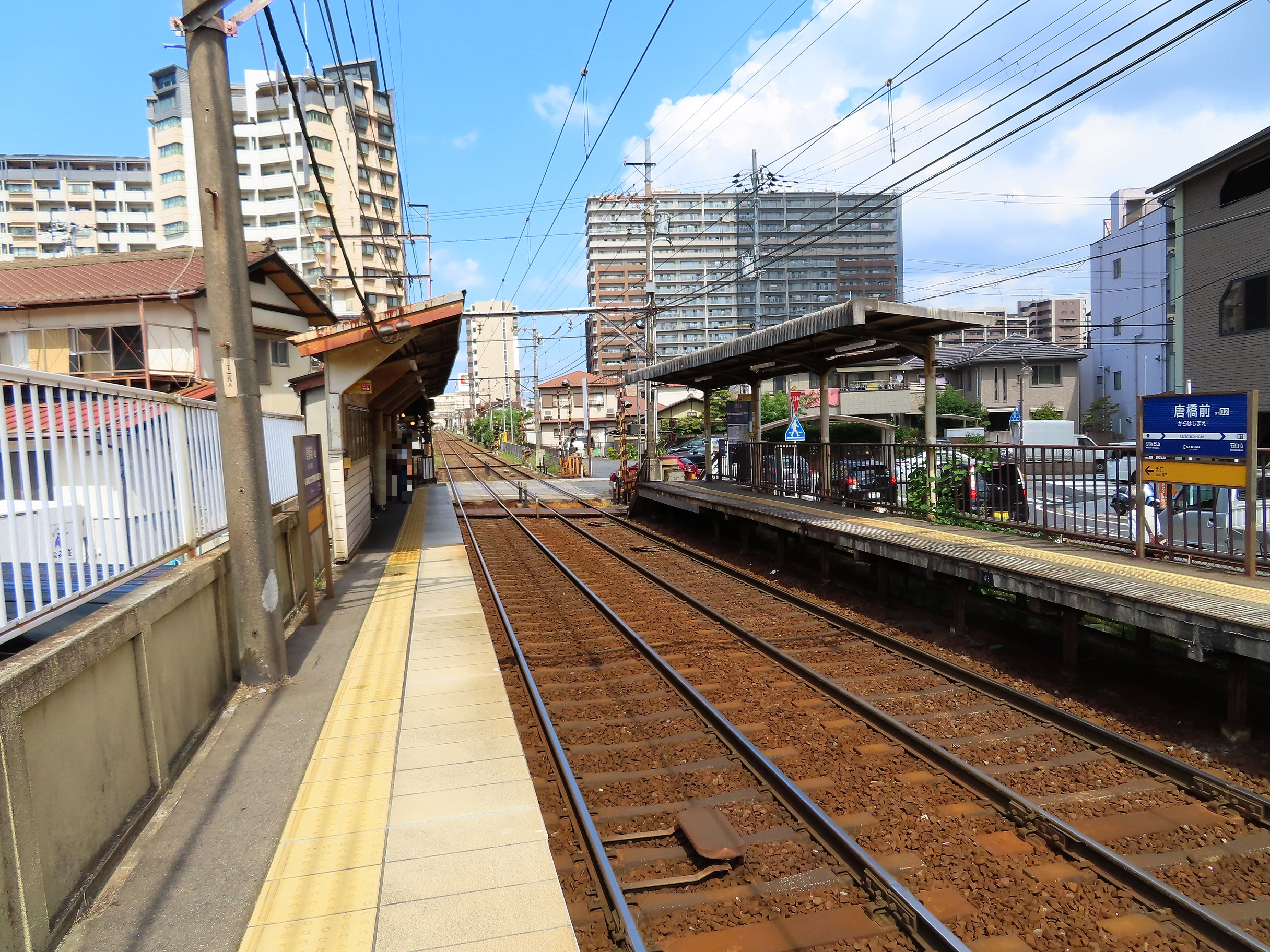
ホーム（2021年10月）
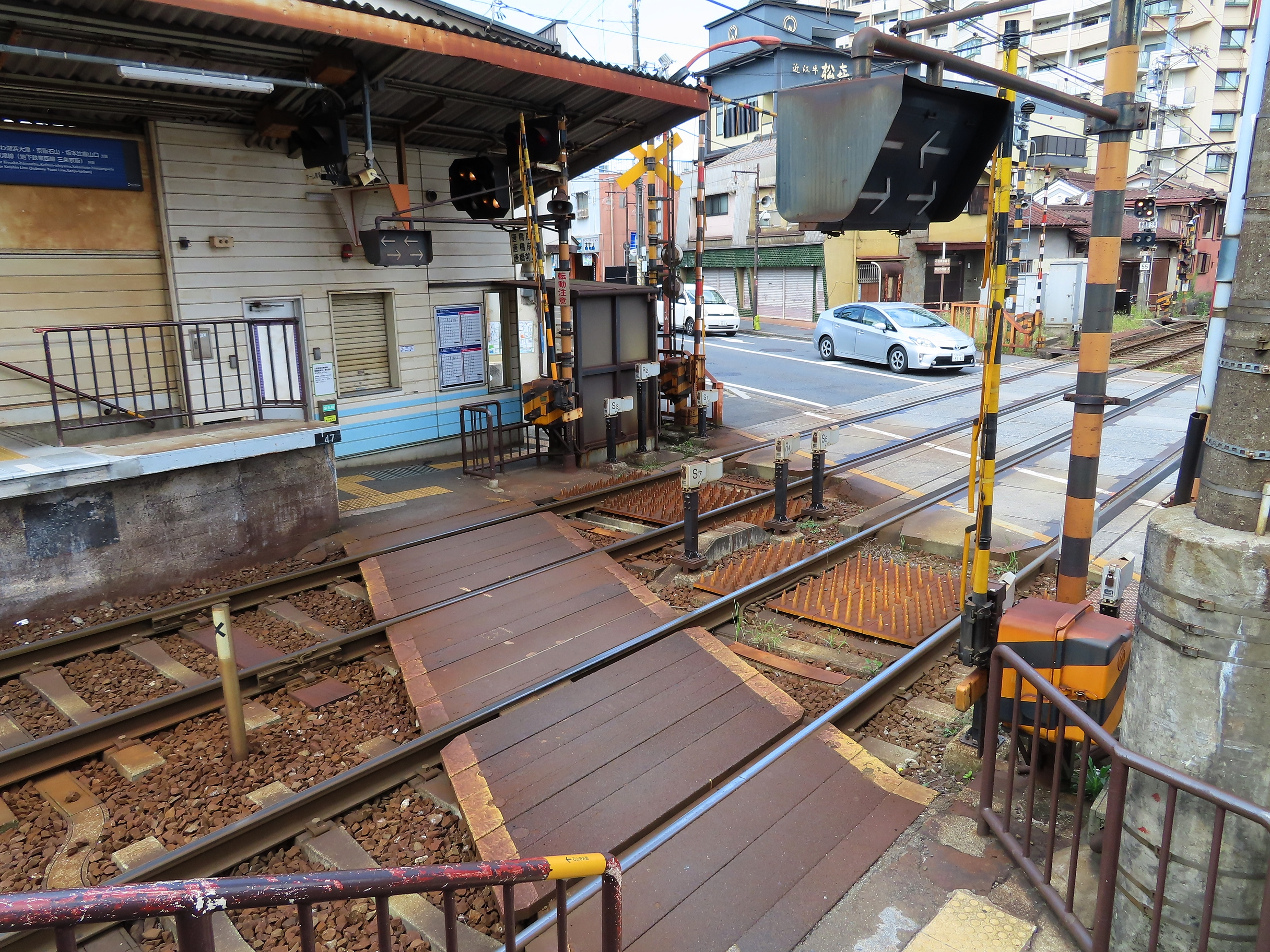
構内踏切（2021年10月）
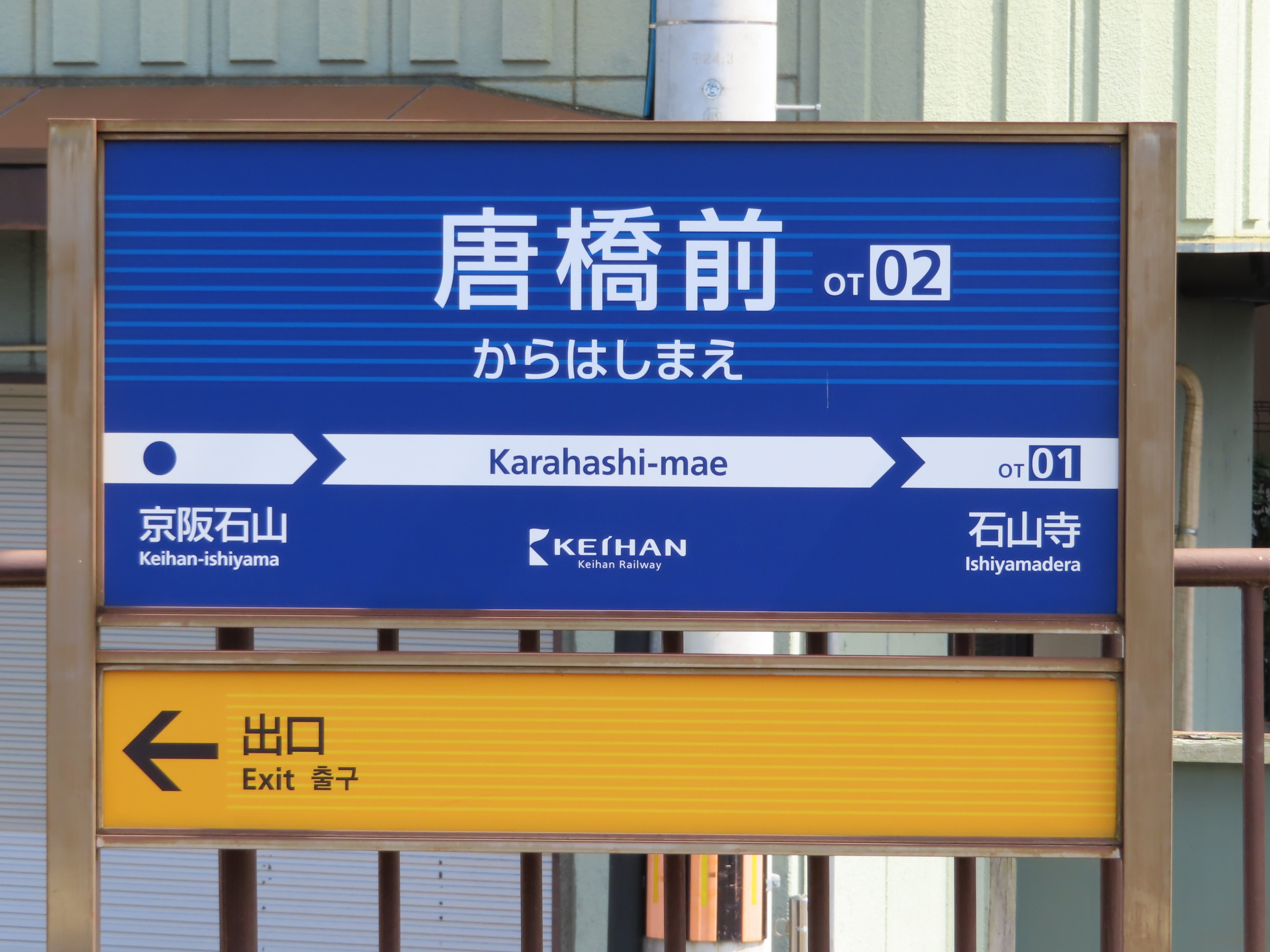
駅名標（2021年10月）

## 停留場周辺

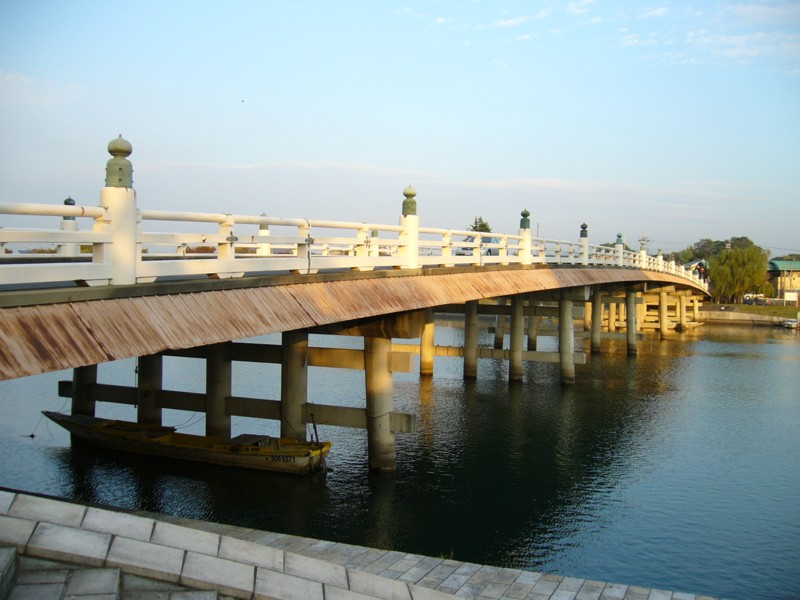
瀬田の唐橋（瀬田唐橋）

旧東海道沿いにあり、停留場付近には民家やマンションなどの住居が多く建つ。東へ進むと瀬田の唐橋を経て建部大社に、西へ進むと職業訓練施設を経て公立小学校や東レ滋賀事業場に至るが、東レの工場は停留場からやや離れた所にある。
- 瀬田の唐橋
- 建部大社
- 長徳寺[4]
- 御霊神社[5]
- 日本黒鉛工業
- 大津栄町郵便局
- 福井銀行大津支店
- 滋賀職業能力開発促進センター（ポリテクセンター滋賀）
- 川と森美術館[6]
- TANSAN Lab. Gallery at KARAHASHI[7]
- 大津あいあい保育園
- 大津市立晴嵐小学校
- 滋賀県立瀬田工業高等学校
- 晴嵐市民プール[8]
- 国道422号
- 滋賀県道2号大津能登川長浜線
- 滋賀県道104号石山停車場線
- 旧東海道

## バス路線
停留場付近に位置する「唐橋前」バス停に、京阪バス・近江鉄道バス・帝産湖南交通の各事業者が運行する路線バスが乗り入れる。なお、京阪バスは経由地（京阪石山寺または石山高校前）によってバス停の位置が異なるため、ここでは"唐橋前駅付近"と"鳥居川交差点西側"に分けて解説する。

### 唐橋前（唐橋前駅付近）
石山駅と大石・田上・瀬田方面を結ぶ路線バスが発着する。京阪バスのごく一部は石山駅と国道1号を経由し、膳所方面へ直通する。
| 唐橋前         | 唐橋前       | 唐橋前 | 唐橋前 |
| 乗り場         | 運行事業者   | 系統または路線名・行先 | 備考 |
| -------------- | ------------ | --- | --- |
| (唐橋前駅付近) | 京阪バス     | 1：石山駅 / 石山団地 2：石山駅 / 新浜 4・54：石山駅 / 大石小学校 11：大津市民病院 14：大津駅 52：石山駅 / 南郷二丁目東 / 新浜 55：石山駅 / びわこ池田墓園 | 2：平日朝と深夜のみ運行。本数わずか。 11・14：平日朝に1便ずつ運行 54：平日朝と夕方のみ運行。本数わずか。 55：土曜・休日のみ。本数わずか。 |
| (唐橋前駅付近) | 近江鉄道バス | 野郷原線：石山駅 / 松陽三丁目 / 瀬田ゴルフ場 神領団地線：石山駅 / 神領団地 / 瀬田駅                                                                       | 野郷原線：瀬田ゴルフ場行きは朝1便のみ 神領団地線：瀬田駅行きは1日4便のみ |
| (唐橋前駅付近) | 帝産湖南交通 | 30：石山駅 40・50：石山駅 / 田上車庫 130・140：石山駅 / アルプス登山口 150：石山駅 / ミホミュージアム 210：石山駅 / 牧口 310：石山駅 / 龍谷大学           | 30：早朝に片道のみ運行。本数わずか。 50：終点（田上車庫）まで150と同じ経路で運行 140：朝から昼前と夕方以降のみ運行（※石山駅行きの全便と夕方以降の登山口行きは平日のみ運行） 150：ミホミュージアム休館日は田上車庫止り 210：宵のうち（夜のはじめ頃）のみ運行。本数わずか。 310：本数わずか。日曜・祝日は運休。 |

### 唐橋前（鳥居川交差点西側）
石山高校前方面へ向かう京阪バスは、駅から西へ約150メートル離れた所（※鳥居川交差点の西側）に停留所が設けられている。
| 唐橋前             | 唐橋前     | 唐橋前                            | 唐橋前                                             |
| 乗り場             | 運行事業者 | 系統または路線名・行先            | 備考                                               |
| ------------------ | ---------- | --------------------------------- | -------------------------------------------------- |
| (鳥居川交差点西側) | 京阪バス   | 3：石山駅 / 国分団地 3B：国分団地 | 3：夕方以降に運行 3B：国分団地を基点とする循環系統 |

## 隣の停留場
京阪電気鉄道
▼石山坂本線
石山寺駅 (OT01) - 唐橋前駅 (OT02) - 京阪石山駅 (OT03)